# Order Sztuki i Literatury
Order Sztuki i Literatury (fr. Ordre des Arts et des Lettres) – cywilne odznaczenie francuskie ustanowione 2 maja 1957 przez ministra kultury Republiki i zatwierdzone w 1963 przez prezydenta de Gaulle’a po zmianie systemu francuskich odznaczeń państwowych. Jest przyznawane za znaczące osiągnięcia w dziedzinie sztuki i literatury lub popularyzację sztuki i literatury we Francji i na świecie.

## Zasady nadawania
Order Sztuki i Literatury jest nadawany przez Ministra Kultury i Środków Przekazu zarówno obywatelom Francji, jak innych państw. Obywatele Francji muszą spełniać następujące warunki: mieć ukończone 30 lat, wykazać się poszanowaniem prawa francuskiego oraz „znaczącymi dokonaniami dla dziedzictwa kulturalnego Francji”. Obcokrajowców nie obowiązuje ograniczenie wieku.

## Klasy orderu
Order dzieli się na trzy klasy, różniące się wyglądem, z rocznym limitem nadań dla Francuzów:
- Komandor (Commandeur) – order na wstędze orderowej noszonej na szyi – do 50 nadań),
- Oficer (Officier) – order zwieszony jest na wstążce z rozetką, noszony na lewej stronie piersi – do 140 nadań,
- Kawaler (Chevalier) – order zwieszony jest na wstążce bez rozetki, noszony na lewej stronie piersi – do 450 nadań.

Łącznie z obcokrajowcami przyznawanych jest corocznie 960 orderów.

## Insygnia
Oznakę orderu stanowi pozłacana (srebrna w klasie kawalera) rozeta o ośmiu emaliowanych na zielono ramionach. Na środku awersu umieszczony jest okrągły medalion z literami „A” i „L” na emaliowanym na biało polu, otoczonymi napisem: „République Française”. Na rewersie medalionu znajduje się profil Marianny, otoczony inskrypcją: „Ordre des Arts et des Lettres”. Komandorska odznaka orderu jest zawieszona na pozłacanym, owalnym pierścieniu.
Wstążki orderu są koloru zielonego z czterema pionowymi, białymi paskami, usytuowanymi w równej odległości od siebie. Wstążka oznaki oficera jest uzupełniona rozetką.